# Pržan
Pržan je del Ljubljane, ki leži na njenem severnozahodnem delu pod Šentviškim hribom (vrh Gradišče 439 m). Naselje se razteza ob Cesti Andreja Bitenca, najlažji dostop iz centra mesta pa je preko Zgornje Šiške po Vodnikovi in Regentovi cesti, po kateri potekata tudi trasi mestnih avtobusnih linij št. 7 in 7L. Pržan obkrožajo naslednja ljubljanska naselja: Podgora, Dravlje, Zapuže in Kamna Gorica.
Mimo kraja teče potok Pržanec.
Ob robu pržanskega gozda je leta 1954 zraslo eno najbolj domiselnih modernističnih tovarniških poslopij na Slovenskem (Iskra, paviljonsko razčlenjena tovarna s funkcionalno zasnovo arhitekta Miroslava Gregoriča).